# Gare de Champagnole
Ne doit pas être confondu avec Gare de Champagnole-Paul-Émile-Victor.
La gare de Champagnole est une gare ferroviaire française de la ligne d'Andelot-en-Montagne à La Cluse (surnommée par la SNCF « ligne des Hirondelles »), située, avenue de la gare, à Champagnole dans le département du Jura en région Bourgogne-Franche-Comté.
Elle est mise en service en 1867 par la Compagnie des chemins de fer de Paris à Lyon et à la Méditerranée (PLM).
C'est une gare de la Société nationale des chemins de fer français (SNCF) desservie par des trains TER Bourgogne-Franche-Comté.

## Situation ferroviaire
Établie à 541 m d'altitude, la gare de Champagnole est située au point kilométrique (PK) 13,723 de la ligne d'Andelot-en-Montagne à La Cluse, entre les gares ouvertes d'Andelot et de La-Chaux-des-Crotenay. Vers Andelot, s'intercalent les gares fermées d'Ardon - Montrond (Jura)  et de Vers-en-Montagne.

## Histoire
La gare a été construite entre juin 1865 et juin 1867.
La gare de Champagnole est mise en service le 15 juillet 1867 par la Compagnie des chemins de fer de Paris à Lyon et à la Méditerranée (PLM), lorsqu'elle ouvre à l'exploitation le court embranchement entre Andelot et Champagnole.
Dans les années 2000, les matériels utilisés par le réseau TER Franche-Comté sont le X 73500 et le X 76500.
L'usine de modèles réduits ferroviaires Jouef se trouvait à proximité immédiate, avec un wagon de fret au départ quotidien. Un modèle réduit HO (adapté) de la gare a été produit par la marque durant quelques années, jusqu'en 2000.

## Service des voyageurs

### Accueil
Gare SNCF, elle dispose d'un bâtiment voyageurs. Elle est équipée d'un distributeur automatique de titres de transport TER, d'un hall d'attente ouvert du lundi au vendredi (de 8h00 à 15h45) et d'une cabine téléphonique. 

### Desserte
Champagnole est desservie par des trains du réseau TER Bourgogne-Franche-Comté (lignes de Dole-Ville à Pontarlier et à Saint-Claude).

### Intermodalité
Un parking pour les véhicules y est aménagé.

Intérieur de la gare et desserte
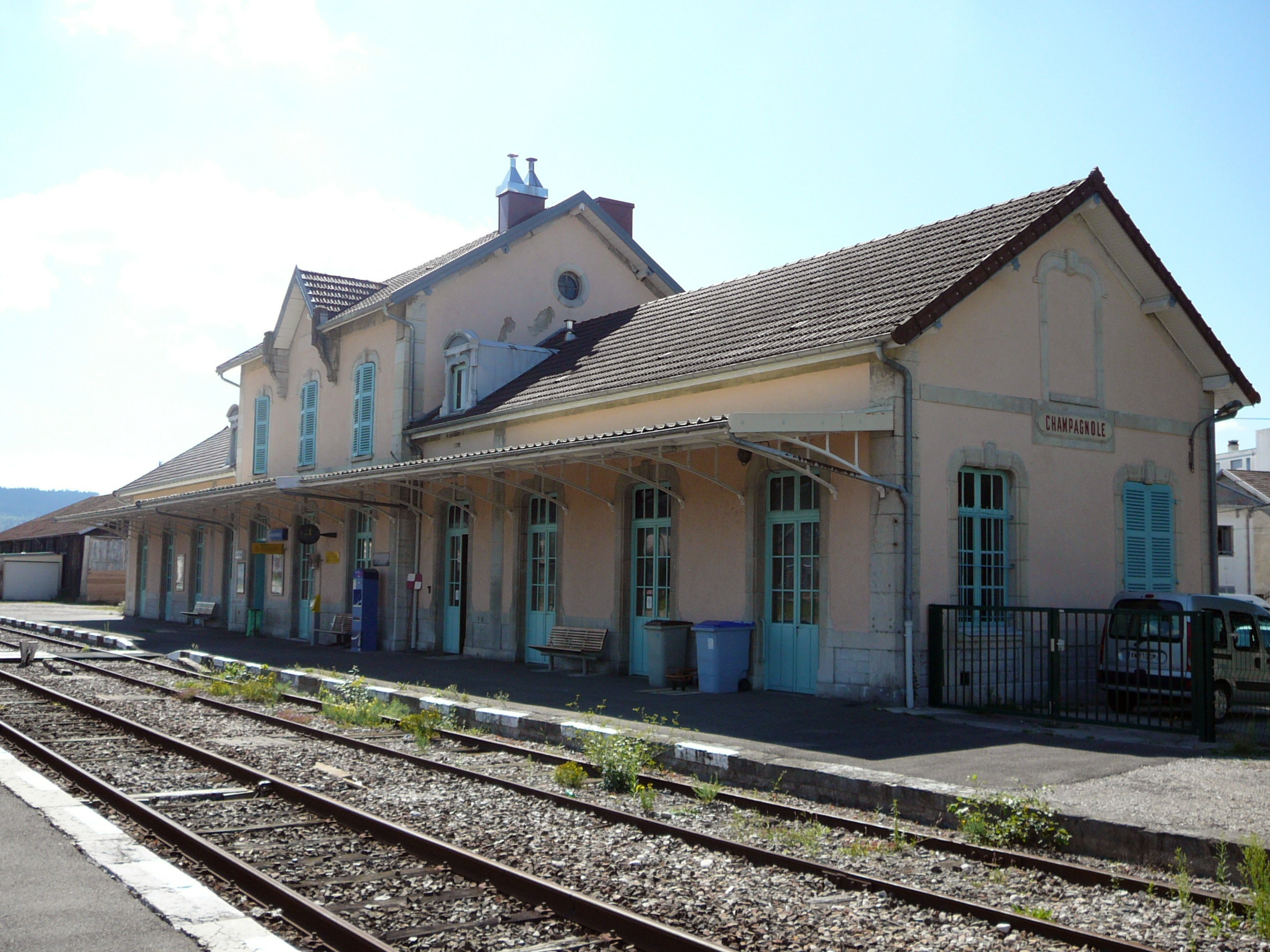
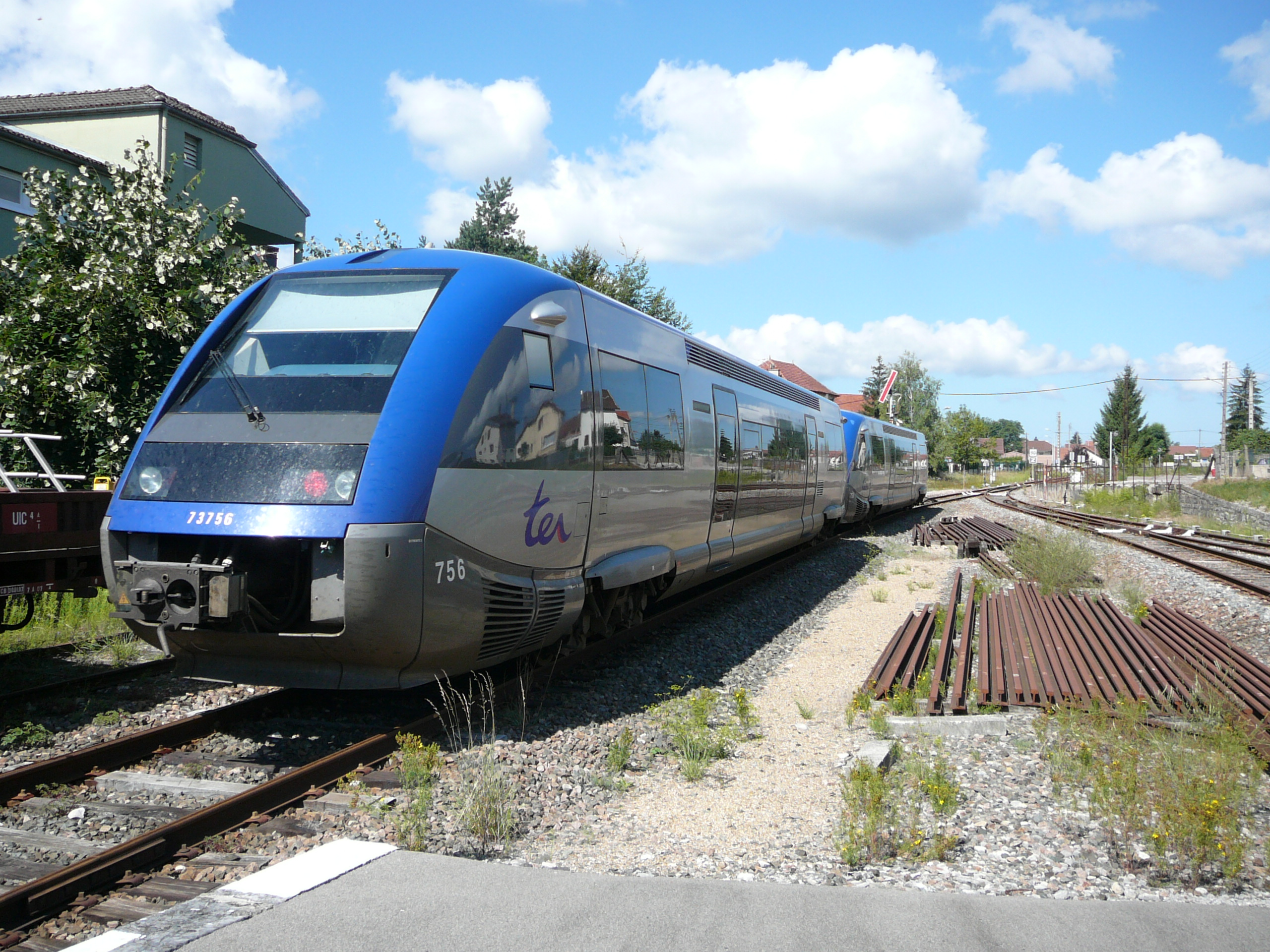
TER pour Besançon.
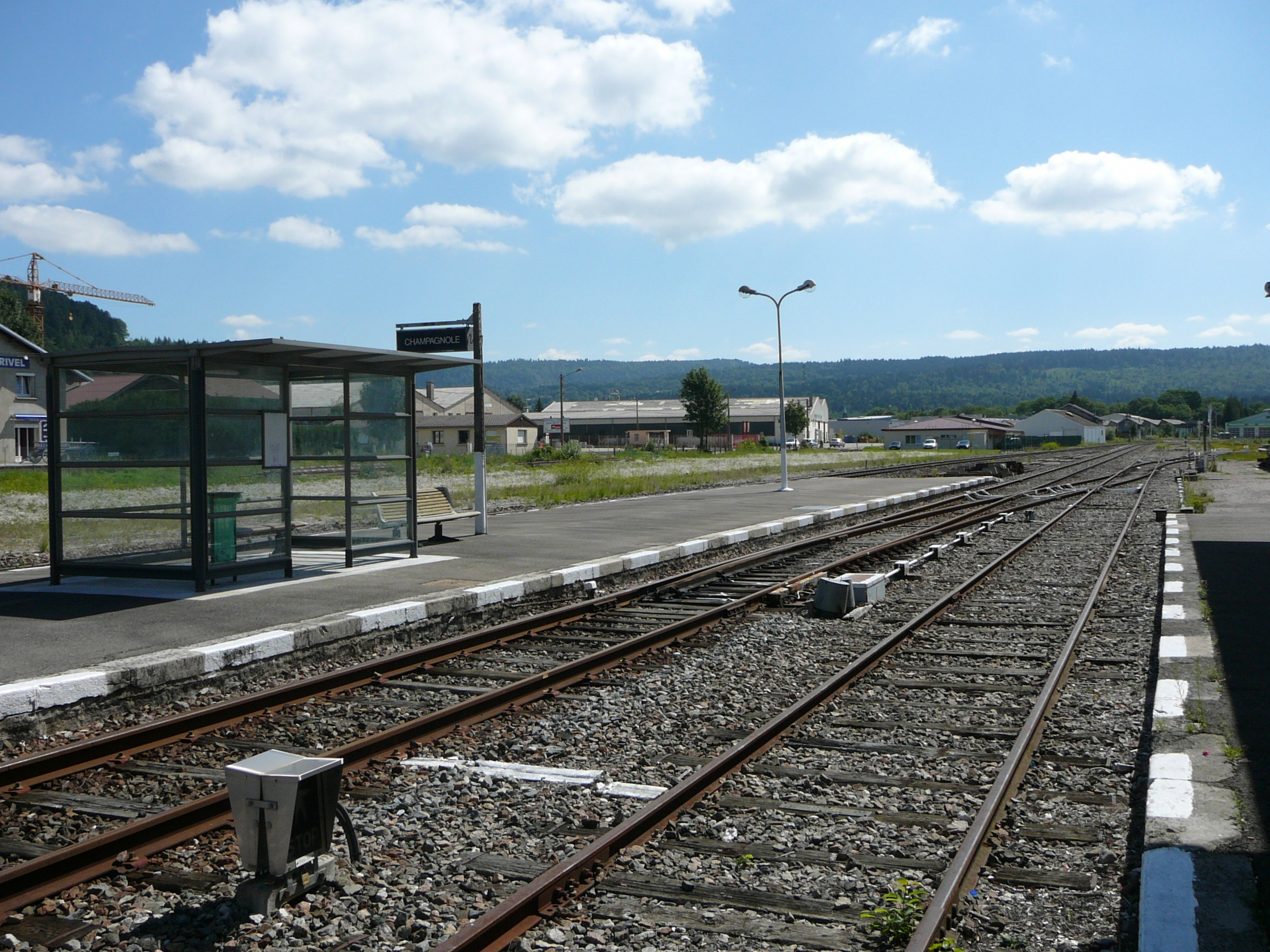
En direction de Morez.